# 中野区歌
「中野区歌」（なかのくか）は、東京都中野区が制定した初代の区歌である。作詞・吉田啓文、補作詞および作曲・堀内敬三。本項では区歌と同時に選定され、同じレコードに収録されている「中野区民歌謡」（なかのくみんかよう）についても解説する。

## 解説
1950年（昭和25年）に中野区と教育委員会の合同事業として区歌と区民音頭の2部門で歌詞を一般公募し、109篇の応募作から入選作品を補作したうえで堀内敬三が作曲を手掛け、11月3日に文化の日を記念して開催されたイベントで初演奏が行われた。当時の募集要項では、区歌の制定意義を次のように説明している。
| 「 | 終戦5年目を迎え、ようやく人心も安定して参りましたが、この時に当たり中野区の文化的意義と健全な区民精神の高揚を計るという目的で、この度次のような要領で区歌、区民音頭（歌謡）が募集されることになりました。 （中略） 区歌 首都の文化区として、文化人の温床地としての中野区の使命及び発展を象徴するものであって、三節程度とし公式の式典等における区の歌とするもの | 」 |

1968年（昭和43年）には東京奠都100周年および中野区役所の新庁舎落成を記念して日本コロムビアがA面に立川澄人が歌唱する「中野区歌」、B面に都はるみが歌唱する「中野区民歌謡」を吹き込んだシングルレコードを製造している。しかし、制定から半世紀以上を経過した2000年代に入ると中野区議会で歌詞の陳腐化が指摘されるようになり「区民歌謡」が例年の盆踊りで演奏されるのに対して区歌の演奏は行われなくなった。そのため、2014年（平成26年）より新区歌制定審議会が立ち上げられ、その答申を基に2015年（平成27年）3月11日付で新区歌「未来カレンダー Forever Nakano」が制定された。これに伴い、旧「中野区歌」は制定から65年目にして23特別区では最初の“代替わり”によって廃止された区歌となっている。

### 中野区民歌謡
「中野区歌」と同時に一般公募で選定された「中野区民歌謡」は、区歌の代替わりに関わらず区民音頭として存続している。作詞・遠藤信子、作曲・古賀政男。
通称として「中野音頭」と呼ばれる場合もある。